# Lenore Kight
Lenore Kight (n. 26 septembrie 1911, Frostburg⁠(d), Maryland, SUA – d. 9 februarie 2000, Cincinnati, Ohio, SUA) a fost o înotătoare ce a reprezentat Statele Unite ale Americii, medaliată olimpică. A participat la 2 ediții ale Jocurilor Olimpice (1932, 1936) în care a câștigat două medalii de argint și două medalii de bronz.